# Braccianosee
Der Braccianosee (italienisch Lago di Bracciano, lateinisch Lacus Sabatinus) ist ein nahezu kreisförmiger See in der Region Latium in Mittelitalien. Er liegt etwa 33 km nordwestlich des Stadtzentrums von Rom und ist mit einer durchschnittlichen Breite von 9 km nach dem Bolsenasee der zweitgrößte See der Region Latium.

## Entstehung
Der Braccianosee liegt in der vulkanisch aktiven Region des Vulcano Sabatino und füllt eine Caldera. Die Vulkanaktivität begann vor etwa 600.000 Jahren südlich des Monte Soratte und setzte sich an mehreren größeren und kleineren Ausbruchstellen fort, darunter die Krater des Valle Baccano, des Stracciacappa und des Lago di Martignano. Dabei entleerte sich eine in 4 km Tiefe liegende Magmakammer und stürzte schließlich ein. Die entstandene Senke füllte sich darauf mit Wasser. Die eruptive Phase des Vulcano Sabatino endete vor etwa 40.000 Jahren. Heiße Mineralquellen und Gasaustritte in seiner Umgebung zeugen jedoch immer noch vom vulkanischen Ursprung des Braccianosees.

## Geografie
Der Braccianosee wird von den vulkanisch entstandenen Sabatiner Bergen umschlossen, die sich bis in eine Höhe von 612 m s.l.m. erheben. Der einzige Abfluss des Sees ist der Fluss Arrone, der bei Anguillara entspringt. Der Wasserstand des Sees wird hier über eine Ende des 18. Jahrhunderts errichtete Schleuse reguliert. Hier wird auch Wasser in die Anfang des 17. Jahrhunderts errichtete Aqua Paola eingeleitet, die den römischen Stadtteil Trastevere und den Vatikan mit Wasser versorgt. Ein Teil des Wassers kommt an der Fontana Paola zum Vorschein.
Wenige Kilometer vom Ostufer entfernt liegt der wesentlich kleinere See, der Lago di Martignano.
Das Seeufer teilen sich die Gemeinden Anguillara Sabazia, Bracciano und Trevignano Romano.

## Schutz
1999 wurde der Parco Naturale Regionale di Bracciano-Martignano, der sowohl den Braccianosee als auch den Lago di Martignano umfasst, als Naturschutzgebiet ausgewiesen.
Um die Wasserqualität des Wasserreservoirs zu schützen, ist auf dem See die Verwendung von Motorbooten für Privatpersonen untersagt. Daher eignet sich der See besonders für Wassersport wie Segeln, Surfen oder Kanufahren.

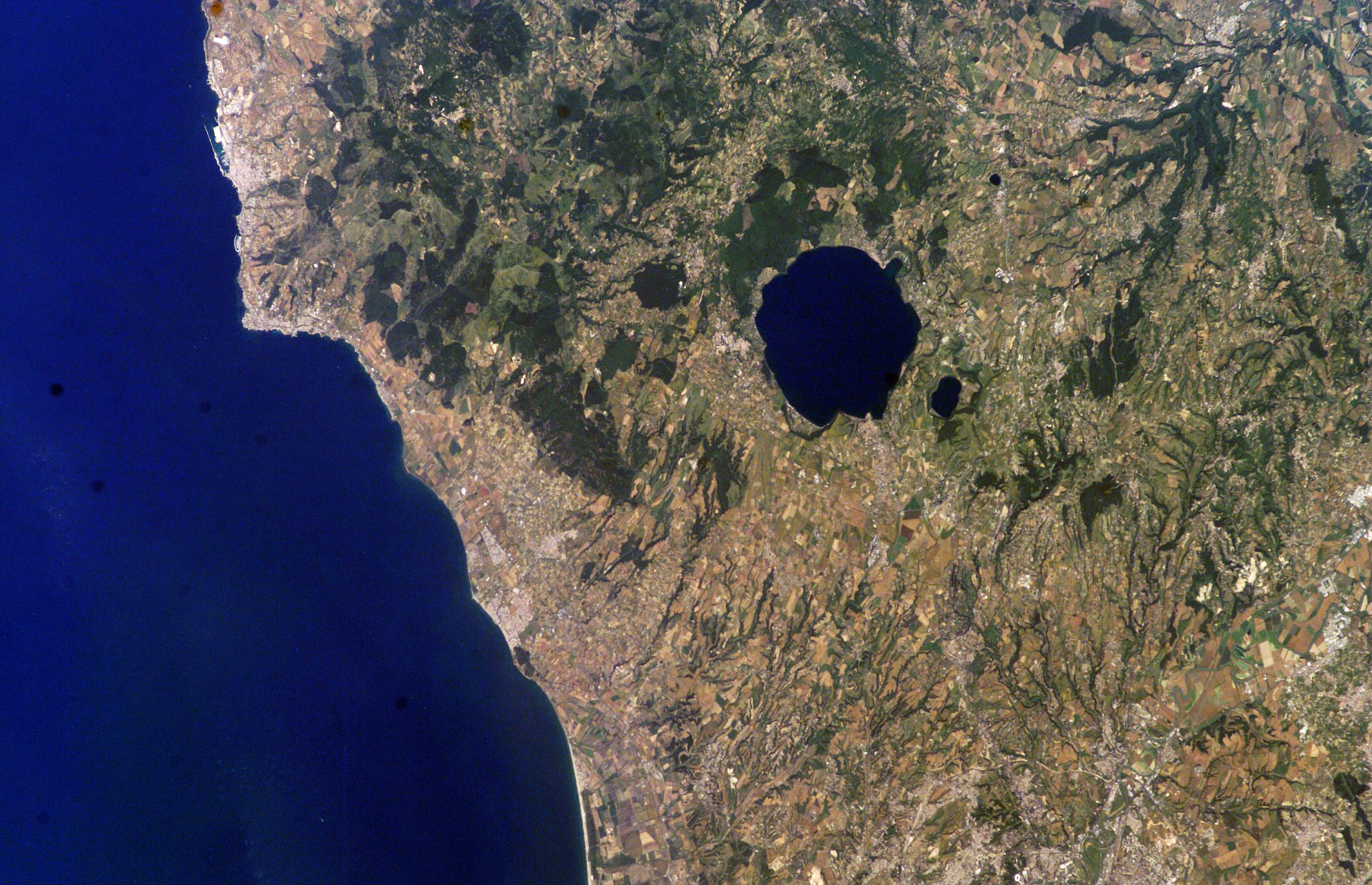
Satellitenbild

## Tourismus
Der Braccianosee ist ein beliebtes Ziel von einheimischen und auswärtigen Urlaubern und Ausflüglern. Am Seeufer gibt es verschiedene Strände und Campingplätze. Namensgebender Ort ist Bracciano im Westen mit seiner von weitem sichtbaren Burg Castello Orsini-Odescalchi. Das mittelalterliche Städtchen Anguillara Sabazia besitzt eine lange Seepromenade. Im Norden liegt das ebenfalls sehenswerte Trevignano Romano. Im Sommerhalbjahr verbinden Linienschiffe die Orte am See.
Am Südufer, bei Vigna di Valle, befindet sich das Luftfahrtmuseum Vigna di Valle. Der See wurde in der Vergangenheit von militärischen und zivilen Flugbooten genutzt, unter anderem zwischen 1937 und 1940 von der britischen Imperial Airways als Zwischenstopp auf Flügen zwischen dem Vereinigten Königreich und dessen Kolonien in Afrika und Asien. Im Gegenzug für die Landerechte in Italien durfte die italienische Ala Littoria Flugplätze in britischen Kolonien nutzen.
Bei Anguillara Sabazia befindet sich im See eine bedeutende jungsteinzeitliche Ausgrabungsstätte, deren Funde im Museo Nazionale Preistorico Etnografico „Luigi Pigorini“ in Rom ausgestellt werden. Es bestehen Planungen zur Anlage eines Museumsdorfes in der unmittelbaren Nähe des Originalstandortes.